# 桶川市立川田谷小学校
桶川市立川田谷小学校（おけがわしりつ かわたやしょうがっこう）は、埼玉県桶川市大字川田谷にある公立小学校。2019年（令和元年）5月1日現在の児童数は261名であり、桶川市内の小学校としては最も児童数が少ない。

## 概要
桶川市の西部、川田谷地区における唯一の小学校で、1873年（明治6年）の開校以来、150年以上の長い歴史をもつ。
江川と石川川沿いの低地に挟まれた大宮台地上の高台に立地され、周囲は自然や農地が多くみられる土地である。 

## 所在地
埼玉県桶川市大字川田谷4213

## 沿革

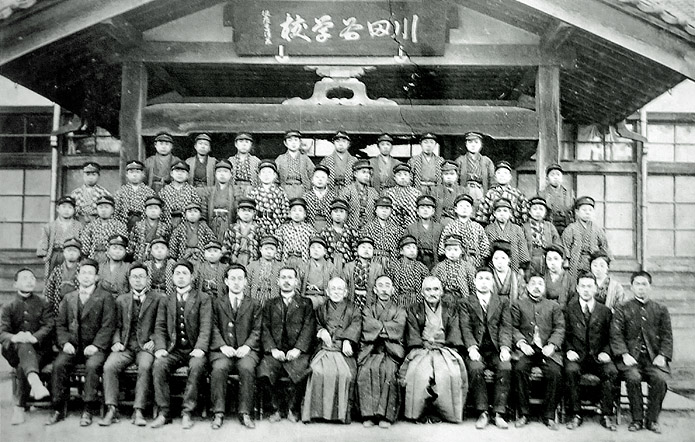
川田谷尋常高等小学校（1921年頃）

- 1873年（明治6年）7月2日 - 学制発布により弥勒院（川田谷3394）を仮校舎として川田谷学校が創立[2][3][4]。普門寺、西光寺（普門寺は廃寺となり、現存せず。普門寺跡には枝垂桜の大木がある[5]。西光寺は現在の医王山東光寺。）に分教場を設置。
- 1876年（明治9年）11月20日 - 第1回卒業式を挙行。
- 1879年（明治12年）4月 - 川田谷学校の本校が普門寺に移転する[6]。
- 1880年（明治13年）4月1日 - 川田谷学校本校を共愛学校に改称する。
- 1882年（明治15年）4月1日 - 共愛学校を北谷学校に改称する。また、弥勒院を中谷学校と称する。
- 1884年（明治17年） - 「埼玉県北足立郡第35番区小学校川田谷学校」となる。
- 1885年（明治18年）8月15日 - 川田谷4414（現在の「川田谷生涯学習センター」や「農業センター」の場所）に移転し、川田谷小学校に改称する。総工費3千円をかけて校舎を新築する。
- 1887年（明治20年） - 「埼玉県北足立郡40番区 川田谷学校」となる。
- 1889年（明治22年） - 川田谷村立川田谷尋常小学校に改称される。また、川田谷石戸組合立高等小学校を併置する。
- 1908年（明治41年）4月1日 - 組合立高等小学校と統合し川田谷村立川田谷尋常高等小学校に改称する。
- 1914年（大正3年） - 総工費18370円をかけて校舎が改築され、落成式が行なわれる。
- 1925年（大正14年） - 川田谷公民学校を併置する。
- 1929年（昭和4年） - 総工費9千円をかけて講堂が落成する。
- 1941年（昭和16年）4月1日 - 川田谷国民学校に改称する。
- 1947年（昭和22年）4月1日 - 学校教育法（旧法）施行により、川田谷村立川田谷小学校に改称する。また、川田谷小学校に川田谷中学校が創立する[7]。
- 1949年（昭和24年）4月1日 - 川田谷中学校が川田谷小学校の現在地である川田谷4213へ移転する[7]。
- 1955年（昭和30年）3月10日 - 川田谷村が桶川町に合併され、桶川町立川田谷小学校に改称する。
- 1956年（昭和31年） - 総工費757万円をかけて二階建て校舎を新築する。
- 1962年（昭和37年） - 給食調理場が完成され、給食の提供を開始する。
- 1965年（昭和40年） - 校歌が制定される。
- 1970年（昭和45年）11月3日 - 市制が施行され桶川市立川田谷小学校に改称する。
- 1972年（昭和47年）7月10日 - 川田谷中学校にプールが竣工する。このプールは後に川田谷小学校に流用される。
- 1975年（昭和50年）3月 - 川田谷中学校が廃校となる。また、翌月桶川西中学校が開校する。
- 1976年（昭和51年）
  - 11月30日 - 川田谷中学校の跡地に鉄筋四階建校舎（南側校舎）が竣工する。また、木造校舎を改造する。
  - 12月1日 - 川田谷中学校の跡地である現在地の川田谷4213へ移転する。
- 1977年（昭和52年）
  - （時期不明） - 給食調理場が完成する。
  - 4月10日 - 屋内運動場（体育館）が竣工する。
  - 9月1日 - 校章を制定する。
  - 11月13日 - 校旗が制定され、PTAより受領する。
- 1980年（昭和55年）4月1日 - （旧）川田谷小学校の跡地にある校舎を仮校舎として埼玉県立桶川西高等学校が開校する[8]。
- 1981年（昭和56年）4月1日 - 埼玉県立桶川西高等学校が現在地に移転する[8]。移転後の跡地は市の図書館および公民館（現在の川田谷生涯学習センター）として整備される。
- 1983年（昭和58年）12月4日 - 開校110周年記念式典を挙行する。
- 1986年（昭和61年）10月1日 - 校庭の東側を拡張する工事が完成する。
- 1988年（昭和63年）3月28日 - 木造校舎が解体され、総工費1億2千万円をかけて鉄筋二階建新校舎（現在の北校舎）が竣工する。
- 1989年（平成元年）3月31日 - 中庭の環境整備が完了する。
- 1990年（平成2年）5月1日 - プール改修工事、およびサブプール設置工事が完了する。
- 1991年（平成3年）3月31日 - 特殊学級教室への改造工事が完了する。
- 1993年（平成5年）
  - 1月14日 - 屋内運動場の大規模改造工事が完了する。
  - 11月7日 - 開校120周年式典を挙行する。
- 1999年（平成11年）12月28日 - プール整備事業が完了する。
- 2003年（平成15年）11月22日 - 開校130周年式典を挙行する[9]。
- 2013年（平成25年）11月16日 - 開校140周年記念式典が挙行され、桶川百店会や埼玉県立桶川高等学校吹奏楽部の演奏のほか、ななめ45°によるコントも披露された[10]。

## 通学区域
- 大字川田谷（全域）[11]

## 進学先中学校
- 桶川市立桶川西中学校[11]

## 著名な卒業生
- ななめ45°（芸人） - メンバーの二人が当校に在籍経験がある[12] 。
- 金杉由香（バレーボール選手）